# Jerzy Szczeniowski
Jerzy Szczeniowski (ur. 7 kwietnia 1905, zm. ?) – polski prawnik, urzędnik konsularny i dyplomata.
Syn Ignacego Szczeniowskiego (1853-1932), ministra przemysłu i handlu RP, oraz Laury zd. Gadomskiej. Ukończył prawo. W 1927 wstąpił do polskiej służby zagranicznej w której pełnił szereg funkcji, m.in. praktykanta w MSZ (1927), urzędnika poselstwa przy Kwirynale (1927-1928), urzędnika MSZ (1928), attache w poselstwie w Berlinie (1928-1930), urzędnika departamentów - Politycznego i Administracyjnego MSZ (1930-1932). W 1932 przebywał w stanie nieczynnym (był urlopowany). Po powrocie do służby powołano go w charakterze urzędnika Departamentu Konsularnego MSZ (1932), attache kons. w wicekonsulacie w Użhorodzie (1932-1933), attache/sekretarza w poselstwie w Pradze (1933-1939), kier. konsulatu w Ungvár (1939), sekr./radcy poselstwa w Budapeszcie (1939-1940), sekr./radcy p.o. kier. wydz. konsularnego/zastępcy posła poselstwa w Kairze (1940-1945).
Oficer WP w stopniu por.